# کارل آلتر
کارل آلتر (آلمانی: Karl Aletter؛ ۸ ژوئیه ۱۹۰۶ – ۲۹ مارس ۱۹۹۱) قایقران روئینگ اهل آلمان بود.
وی در مسابقات کشوری و بین‌المللی در مجموع برندهٔ ۱ مدال نقره شده‌است.